# Jos van Kemenade

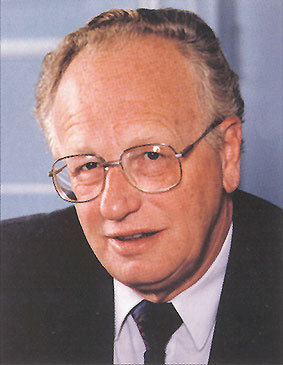
Jos van Kemenade

Josephus Antonius (Jos) van Kemenade (* 6. März 1937 in Amsterdam; † 19. Februar 2020 in Heiloo) war ein niederländischer Soziologe, Pädagoge, Hochschullehrer, Politiker und Staatsminister.

## Biografie

### Studium und berufliche Laufbahn
Jos van Kemenade entstammte einfachen familiären Verhältnissen. Seine Großväter waren ein Zimmermann sowie ein Arbeiter in einer Brotfabrik. Sein Vater war als Buchhalter tätig. Nach dem Besuch des katholischen Gymnasiums Sint Nicolaas Lyceum in Amsterdam studierte er von 1955 bis Mai 1960 Pädagogik und Soziologie an der Katholischen Universität Nijmegen und beendete dieses Studium cum laude.
1958 wurde er Mitglied der Partij van de Arbeid (PvdA) und war anschließend bis 1965 Wissenschaftlicher Mitarbeiter des Instituts für Soziologie der Katholischen Universität Nijmegen. Zugleich war er von 1960 bis 1965 auch Berater des Katholischen Sozialkirchlichen Instituts (Katholiek Sociaal-Kerkelijk Instituut, KASKI). Danach war er von 1965 bis November 1970 Direktor des Instituts für Angewandte Soziologie in Nijmegen. Während dieser Zeit erfolgte am 10. Mai 1968 seine Promotion zum Doktor der Sozialwissenschaften.
Im November 1970 nahm er einen Ruf als Professor für Soziologische Bildung an der Katholischen Universität Nijmegen an und war dort bis Mai 1973 tätig. In dieser Zeit war er von Januar 1971 bis Mai 1973 auch Mitglied der Kommission zur Überarbeitung des Lehrplans für Civic Education und von Dezember 1972 bis Mai 1973 auch Mitglied des Vorstandskollegiums der Universität.

### Minister und Abgeordneter
Am 11. Mai 1973 ernannte ihn Ministerpräsident Joop den Uyl zum Minister für Bildung und Wissenschaften in dessen Kabinett, dem er bis zum Ende von den Uyls Amtszeit am 19. Dezember 1977 angehörte.
Am 8. Juni 1977 wurde er auch Mitglied der Zweiten Kammer der Generalstaaten (Tweede Kamer der Staten-Generaal) gewählt, gehörte dieser aber nur bis zum 8. September 1977 an. Zwischen Januar 1978 und September 1981 war er wieder Mitglied der Zweiten Kammer und zugleich Fraktionssekretär der PvdA. Darüber hinaus war er zwischen September 1979 und September 1981 auch Mitglied des Präsidiums der Zweiten Kammer.
Im September 1978 nahm er darüber hinaus einen Ruf als Professor für Schulpädagogik an der Reichsuniversität Groningen an und unterrichtete an dieser bis September 1981 einmal wöchentlich. 1979 war er Bildungsberater der UNESCO.
Ministerpräsident Dries van Agt berief ihn am 11. September 1981 wiederum als Minister für Bildung und Wissenschaft in dessen Regierung, der er bis zum 29. Mai 1982 angehörte. Anschließend nahm er zwischen Juni und September 1982 das Amt eines Informateurs wahr, um eine Nachfolgerregierung zu bilden. Zu dieser Zeit gehörte er auch zu einem der möglichen Kandidaten für die Nachfolge von Joop den Uyl als Parteichef der PvdA.

### Hochschullehrer und Bürgermeister
Im September 1982 folgte er einem Ruf als Professor für allgemeine und vergleichende Schulpädagogik an der Universität von Amsterdam und war dort bis August 1984 als Hochschullehrer tätig.
Während dieser Zeit war er von September 1982 bis September 1984 auch wiederum Mitglied der Zweiten Kammer der Generalstaaten sowie Mitglied des Fraktionsvorstands der PvdA. Zugleich war er von Juni 1983 bis September 1984 Vorsitzender des Ausschusses für Angelegenheiten der Niederländischen Antillen.
1984 wurde er außerdem Stellvertretender Vorsitzender der Friedensbewegung Pax Christi. Im September 1984 erfolgte seine Berufung zum Vorsitzenden des Vorstandskollegiums der Universität von Amsterdam. Dieses Amt hatte er bis März 1988 inne. Zugleich war er von April 1985 bis April 1987 Mitglied des Parteivorstands der PvdA und zeitweise Mitglied des Kuratoriums der Wiardi-Beckman-Stiftung (WBS) sowie Vorsitzender von deren Bildungskommission. Von Februar 1987 bis 1994 war er auch Vorsitzender des Kuratoriums der WBS.
Von März 1988 bis Mai 1992 war er Bürgermeister von Eindhoven. In dieser war er zwischen September 1988 und Februar 1993 Vorsitzender der Niederländischen Organisation für die Zusammenarbeit bei der Hochschulbildung (NUFFIC). Im November 1988 wurde er Honorarprofessor der Universität Nanjing.
Im November 1989 lehnte er eine Berufung als Innenminister in der Regierung von Ministerpräsident Ruud Lubbers aus gesundheitlichen Gründen ab.
Später war er von Februar 1990 bis Juli 1991 auch Vorsitzender der Kommission für politische Strategie und Parteikultur der PvdA und als solcher Herausgeber des Berichts „Een partij om te kiezen uit“. Im Juli 1990 wurde er Mitglied des Kommissarsrat der Zentralbank De Nederlandsche Bank, deren Zweiter Vorsitzender er seit 1994 ist.
Am 15. März 1991 verlieh ihm die Universität Gent einen Ehrendoktortitel in Pädagogischen Wissenschaften.
Zwischen Februar 1992 und Januar 1997 war er auch Vorsitzender des Rates für innenpolitische Angelegenheiten (Raad voor het Binnenlands Bestuur).

### Beauftragter der Königin und Ehrenämter
Danach wurde er am 1. Mai 1992 Beauftragter der Königin (Commissaris van de Koningin) von Nordholland und war somit bis zum April 2002 fast zehn Jahre Vorsteher der Provinzregierung. Daneben ist er seit Juni 1992 Vorsitzender des Zentrums für Außenpolitik (Nederlands Centrum Buitenlanders, NCB) und seit April 1993 Mitglied des Beratungsgremiums von KPMG.
Im August 1994 lehnte er erneut eine Berufung als Innenminister in der Regierung von Ministerpräsident Wim Kok aus gesundheitlichen Gründen ab.
Zwischen Februar 1996 und Dezember 1997 war er auch Vorsitzender der Max Havelaar-Stiftung und von September 1996 und 1998 Vorsitzender der Externen Projektkommission „Kriminalität und Integration von Ethnischen Minderheiten“. Außerdem war er von November 1997 bis September 2001 Vorsitzender von IPO, einer Organisation zur Beratung der Provinzen der Niederlande.
Im August 1998 wurde er von der Regierung Wim Kok mit der Untersuchung des Auftretens der niederländischen Streitkräfte in Srebrenica beauftragt und legte einen Monat später einen Bericht vor.
Ab 1999 war er Vorstandsvorsitzender der Grundstücksgesellschaft Bouwfonds Fondsenbeheer.
Zwischen März 2000 und Mai 2002 war er daneben auch Honorarprofessor für allgemeine Sozialwissenschaften an der Universität von Amsterdam. Daneben war er ab 2001 auch Vorsitzender des Instituts für multiparteiliche Demokratie (IMD) und war von Juni 2001 bis Juli 2009 auch Vorsitzender des Rates für die öffentliche Verwaltung (Raad voor het Openbaar Bestuur, ROB). Ab November 2001 war er auch Vorsitzender des Aufsichtsrates der Universität Wageningen.
Ab März 2002 war er Vorsitzender der Jury des nach ihm benannten „Prof. Dr. J.A. van Kemenade-Prijs“.
Für seine Verdienste wurde ihm am 5. April 2002 der Ehrentitel eines Staatsministers (Minister van Staat) verliehen.
Zwischen April 2002 und Mai 2007 war er auch Vorsitzender der Reichskommissionen für Stadtplanung (Rijksplanologische Commissie, RPC) und für Umwelthygiene (Rijksmilieuhygiënische Commissie, RMC).
Im September 2002 wurde er Professor für Sozialwissenschaften an der Open Universiteit Nederland in Heerlen.

## Auszeichnungen
Im April 1978 wurde er zum Ritter des Ordens vom Niederländischen Löwen geschlagen sowie im September 1982 zum Kommandeur des Ordens von Oranien-Nassau ernannt. Des Weiteren erhielt er nach seinem Ausscheiden als Beauftragter der Königin im März 2002 den „Silberpfennig“ der Provinz Nordholland sowie die Silbermedaille der Stadt Amsterdam.

## Veröffentlichungen
Während seiner wissenschaftlichen und politischen Laufbahn veröffentlichte er auch mehrere fachwissenschaftliche Bücher. Zu seinen wichtigsten Veröffentlichungen gehören:
- De katholieken en hun onderwijs (Dissertation, 1968)
- Als de smalle weegbree bloeit (1979)
- Onderwijs, bestel en beleid (1981)
- Vragen staat vrij (1981)
- Over onderwijs gesproken (1983)
- mit Jozef Maria Mathias Ritzen und Thijs Wöltgens: Om een werkbare toekomst (1984)
- Geloven in de Oogst. Opstellen over onderwijs, politiek en openbaar bestuur (1991)
- Vanuit Eindhoven belicht (1992)
- Ceders in de tuin. Over onderwijsbeleid voor allochtonen (1992)
- Democratie als opgave (2002)
- Wakken in het kroos (2003)